# Negrea
Negrea is een geslacht van kevers uit de familie van de loopkevers (Carabidae). De wetenschappelijke naam van het geslacht is voor het eerst geldig gepubliceerd in 1968 door Mateu.

## Soorten
Het geslacht Negrea omvat de volgende soorten:
- Negrea aldretei Mateu, 1982
- Negrea chiapanensis Mateu, 1975
- Negrea freyi Mateu, 1972
- Negrea immaculata Mateu, 1975
- Negrea mexicana Mateu, 1975
- Negrea opaca Mateu, 1982
- Negrea peruviana Mateu, 1982
- Negrea scutellaris (Dejean, 1834)
- Negrea striatella Mateu, 1982